# Wełyki Lisiwci
Wełyki Lisiwci (ukr. Великі Лісівці) – wieś na Ukrainie, w obwodzie żytomierskim, w rejonie żytomierskim, w hromadzie Popilnia. W 2021 liczyła 410 mieszkańców, w 2024 roku populacja jest znacznie mniejsza.